# Avengers: Age of Ultron
Avengers: Age of Ultron és una pel·lícula estatunidenca del 2015 d'acció, seqüela de The Avengers, dirigida per Joss Whedon i produïda per Kevin Feige. Forma part de la segona fase de l'univers cinematogràfic de Marvel, amb Iron Man 3, Thor: The Dark World, Captain America: The Winter Soldier, Guardians of the Galaxy i Ant-Man.
La seqüela fou anunciada el maig del 2012, després de l'èxit de The Avengers. Joss Whedon, qui fou el director de la primera pel·lícula, repetí en la segona. L'abril del 2013 Whedon havia completat un esborrany del guió i el càsting començà el juny del mateix any després de la renovació del contracte de Robert Downey. La gravació començà el febrer del 2014 a Johannesburg, Sud-àfrica.

## Argument
Un any després dels esdeveniments de Captain America: The Winter Soldier, on SHIELD quedà destruït, en Tony Stark, amb l'ajuda d'en Bruce Banner, crea Ultron, una intel·ligència artificial capaç d'augmentar tota sola les seves capacitats, que té com a missió protegir la humanitat de totes les amenaces potencials i controlar la Legió de Ferro. Però el pla de l'Stark es gira contra si mateix quan Ultron decideix que els principals enemics són de fet els humans, i s'encarrega d'erradicar-los de la faç de la Terra. Els Avengers s'ajunten de nou per lluitar contra aquesta amenaça mortal, mentre que tres nous personatges entren en escena: els bessons Maximoff, primer enemics i després aliats, i La Visió, una entitat poderosa creada durant la pel·lícula.

## Repartiment
- Robert Downey Jr. com Tony Stark/Iron Man: segon al capdavant dels Venjadors, un geni, multimilionari que es descriu a si mateix com un filantrop amb vestits electromecànics o mecatrònics desenvolupats per ell mateix que li serveixen d'armadura. Sobre com el seu personatge ha evolucionat des d'Iron Man 3, Downey digué: «com que em recorda de totes les coses que particularment apareixen mentre envelleixes o si tens algun dubte existencial en absolut. És com, per què no brego amb això que em destruirà en qualsevol segon de totes formes? I llavors l'armadura fou com una extensió d'això. I també hi havia molts vestits, però crec que ell entén que ajustar i fer tots aquests vestits al món -que és el que ell ha estat fent- encara no funciona en el seu afer del deure que el deixà una mica trastornat. Així que es concentra més aviat en com ho fem i no hi ha problema per començar per això. Ja sabeu, hi ha un guarda a la corda del nostre planeta. Aquesta és la gran idea.»[1]
- Chris Evans com Steve Rogers/Capità Amèrica:[2] el líder dels Venjadors, i un veterà de la Segona Guerra Mundial que després que un programa secret el portés a la cima de la perfecció física humana en transformar-lo en un súper soldat conegut com a Capità Amèrica, les seves increïbles fites durant la Segona Guerra Mundial el convertiren en una llegenda, abans d'acabar congelat en un estat suspès i despertar al món modern.[3][4] Evans comentà que fou capaç de mantenir la força que desenvolupà per a Captain America: The Winter Soldier en exercitar-se una hora al dia. Va admetre: «desconnectes durant dues o tres setmanes abans de finalitzar la gravació. Quan veus que ja estàs a punt d'acabar, estàs feliç de no haver de pensar en el gimnàs. Però comencem The Avengers 2, per la qual cosa el mes passat m'he estat exercitant molt».[5] Evans digué del seu personatge que és un «un soldat nascut en un món d'ordres i estructura, i li agrada ser una mena d'engranatge. Així que quan SHIELD fou en aparença destruït, està a la recerca d'estructura. I ara que els venjadors no es reporten amb ningú, es reporten entre ells mateixos, és una dinàmica diferent per a ell i tracta d'entendre on encaixa en això».[6]

## Futur
Aquesta pel·lícula tindrà dos seqüeles. La primera serà Avengers: Infinity War, que està previst que s'estreni el 4 de maig del 2018, i la segona encara no té títol confirmat, però s'estrenarà el 3 de maig del 2018.